# Джордано, Кристиан
Кристиан Джордано (итал. Christian Giordano; 27 октября 1945, Лугано, Швейцария — 29 декабря 2018) — швейцарский антрополог.

## Образование и профессиональная деятельность
Изучал антропологию, историю искусства и романские языки в университете Гейдельберга, а также право и экономику в Бернском университете.
Получил степень доктора наук по специальности социология в Университете Гейдельберга (1973), степень хабилитированного доктора наук по специальности культурная антропология и европейская этнология во Франкфуртском университете (1987) и звание почётного доктора наук в Тимишоарском университете (1999) .
С 1989 года, является профессором и руководителем кафедры социальной антропологии Фрайбургского университета, Швейцария.
Вместе с Иной-Марией Греверус (Ina-Maria Greverus) основал «Антропологический журнал о европейских культурах» (AJEC) в 1990 г.
В настоящее время — главный редактор журнала «Социальные антропологические исследования Фрайбургского университета» (Sozialanthropologische Freiburger Studien / /Freiburg Studies in Social Anthropology/ Études d’Anthropologie Sociale de l’Université de Fribourg) и член редакционной коллегии журналов: «Ethnologia Balkanica», «Focaal», «Études Rurales», «Eastern European Countryside», «Sociologija.Mintis ir veiksmas».

## Научные интересы
Вопросы политической и экономической антропологии, этничности, национализма и мультикультурализма, гражданства, реструктуризации сельского хозяйства в странах Центральной и Юго-Восточной Европы, политической культуры в Средиземноморском регионе.

## Идеи
Кристиан Джордано является одним из немногих западных ученых, которому при интерпретации социальных реалий не западноевропейских культур, удаётся игнорировать доминирующий дискурс западного этноцентризма.
Результаты недавних исследований в области культурного сосуществования различных национальностей в государствах Юго-Восточной Азии позволили ему высказать предположение, что правовой плюрализм может быть одним из действенных методов обеспечения более сбалансированной интеграции иммигрантов из неевропейской культурной среды в западное общество.